# Platyzoa
Platyzoa is een superstam van kleine, tweezijdig-symmetrische, ongesegmenteerde orgaandieren. De superstam werd in 1998 voorgesteld door de Britse bioloog Thomas Cavalier-Smith en moest de toenmalige stam der platwormen bundelen in een superstam, samen met enkele kleinere stammen. Hierbij werd ook de nieuwe stam der haakwormen (Acanthocephala) ingevoegd. De fylogenie van Platyzoa is onzeker, waarschijnlijk is het een parafyletische groep.

## Taxonomie
- Stam Platwormen (Platyhelminthes)
- Stam Buikharigen (Gastrotricha)
- Stam Raderdieren (Rotifera)
- Stam Haakwormen (Acanthocephala)
- Stam Tandmondwormen (Gnathostomulida)
- Stam Kransdiertjes (Cycliophora)
- Stam Micrognathozoa